# Parapodisma dairisama
Parapodisma dairisama är en insektsart som först beskrevs av Scudder, S.H. 1897.  Parapodisma dairisama ingår i släktet Parapodisma och familjen gräshoppor. Inga underarter finns listade i Catalogue of Life.